# 葉夫根尼·基謝廖夫
葉夫根尼·阿列克謝耶維奇·基謝廖夫（俄语：Евгений Алексеевич Киселёв，1956年6月15日—）是一位俄羅斯電視台記者，亦是NTV於1990年代每週一次的新聞節目《結果》（Итоги）的節目主持，因為批評政府和前總統鮑里斯·葉利欽的腐敗而於俄羅斯聞名。於2001年，基謝廖夫因NTV的所有權被轉移至國有控股公司俄罗斯天然气工业股份公司手中而離開了NTV，並加入TV-6工作，直至2002年1月時政府拒絕更新其廣播執照才離開TV-6。他後來移民到烏克蘭，開始主持電視節目《重大政治》（Big Politics），並於Inter TV負責新聞生產。

## 背景
基謝廖夫是一位航空工程師的兒子。他於莫斯科国立大学主攻波斯語，並在畢業後，於阿富汗战争期間到達伊朗和阿富汗擔任傳譯員。他於1984年在俄罗斯之声提供波斯語服務，展開了其廣播生涯。三年後，他轉往電視台工作。於1991年，蘇聯開始失去對波羅的海國家的控制，而基謝廖夫亦因此拒絕報道蘇聯官方新聞。因此，他開始變得有名。

## 節目主持
基謝廖夫在蘇聯解體後成為了一個革新的記者。於1997年，《紐約時報》將他稱為「俄羅斯最傑出的電視記者」。
在這段時間裡，他成為NTV每週熱門新聞節目《結果》的主持。該節目是仿照美國長期運行的新聞節目《60分鐘》製作的。基謝廖夫指出《結果》的政治取向為「反共產、親改革和親民主」，並聲稱該節目的專長是調查政府的腐敗。然而，批評者指出該節目“過於政治化”，並全部依節目統籌者的旨意製作。
於1999年，基謝廖夫在《結果》中狠批俄羅斯總統鮑里斯·葉利欽的政府。他批評新內閣是由葉利欽欽點的，指出政府是以「小圈子」的形式運行，並稱葉利欽為現代的羅馬帝國暴君卡利古拉。

## 獨立電台關閉
於2001年，法院給予國有控股公司俄羅斯天然氣工業股份公司對NTV的控制權。作為NTV的董事總經理，基謝廖夫表示抗議，並將這次接管事件稱為總統普京對持不同政見者的壓制。於2001年4月，基謝廖夫和其他幾個人被俄羅斯天然氣工業股份公司逐出NTV的董事會。NTV電視台的記者譴責這次逐出事件，並指出「本次會議的最終目標是對我們施加政治監控」。被逐出董事會後，基謝廖夫與一些NTV記者加入了商業電視台TV-6。
隨著NTV記者的加入，TV-6的評級上升了超過一倍。基謝廖夫亦繼續報道敏感話題，其中包括腐敗和第二次車臣戰爭。他也成為該台的總經理。可是，於2002年1月，TV-6的廣播許可證過期，且該許可證已被轉讓予其他電視台，迫使他們停播。基謝廖夫將此事稱為「電視政變」，並指出政府這樣做的目的就是「讓電視台閉嘴」。可是，政府認為他的發言有爭議，並指出他們這樣做「純粹是一個商業決定」。
於2002年3月，基謝廖夫與親普京組織媒體伙伴集團合作，並因此重新獲得廣播許可證。英國廣播公司新聞分析員指出政府重發廣播許可證是為了「不激怒太多記者」。新的電視台，TVS，很快有了財政困難和股東不和的問題，並於2003年7月被政府關閉。雖然TVS被視為較溫和的電視台，但它卻成為最後一間批評普京的電視台。隨著TVS的停播，《獨立報》將俄羅斯稱為「單頻道國家」，因為所有持不同政見的電視台都被消滅了。 而俄羅斯廣播電台《莫斯科迴聲》則指出「政府完全壟斷了全國的頻道」。基謝廖夫則指出他現在需要為電視台的員工找到新工作。

## 移居烏克蘭
於2008年，基謝廖夫移民至烏克蘭。他指出自己選擇烏克蘭的原因是他在那裡能成為一個真正的政治記者。他還表示俄羅斯新聞已發展出一種自我審查文化。
自2009年9月起，基謝廖夫便成為了Inter TV社會政治脫口秀《與基謝廖夫的重大政治》的主持人。於2010年5月21日，烏克蘭總統事務管理局副局長漢娜·赫爾曼指出他們希望烏克蘭最受歡迎的政治談話節目由烏克蘭記者主持，因為他們想拋棄「一切來自莫斯科都是好的，一切來自烏克蘭都是壞的」這種守舊思想。
於2011年，《重大政治》的觀眾人數由100萬人急跌至50萬人，顯示大眾開始對政治新聞失去興趣。於2013年1月，《重大政治》被安娜·貝祖莉的政治脫口秀取代，而基謝廖夫則轉為另一個節目的製作人

## 獎項
於1995年，基謝廖夫獲保護記者委員會頒發国际新闻自由奖。該獎項旨在表彰「面對攻擊、威脅或監禁時，仍然願意捍衞新聞自由的人」。